# Rotsund
Rotsund o Rotsundelv es una localidad del municipio de Nordreisa, provincia de Troms, Noruega. Se asienta en la costa del estrecho Rotsundet, frente a la isla de Uløya y cerca del río Rotsundelva. La ruta europea E6 pasa por las cercanías. Rotsund está a 20 km de Storslett. La capilla de Rotsund tiene su sede aquí. En el extremo oeste del pueblo hay una conexión por transbordador hacia Hamnes y Klauvnes, ambas en Uløya.